# گرند کنیون (فیلم ۱۹۹۱)
گرند کنیون (به انگلیسی: Grand Canyon)، فیلمی محصول سال ۱۹۹۱ و به کارگردانی کارگردان اهل فلوریدای آمریکا، لارنس کاسدان است.
کاسدان فیلمنامه را با همکاری همسرش (مگ کاسدان) به رشتهٔ تحریر درآورد.
فیلم در غرب آمریکا، یعنی در ایالت‌های آریزونا، کالیفرنیا و یوتا فیلمبرداری شده‌است. گراند کانیون در سینماهای نمایش دهندهٔ خود در آمریکا توانست به فروشی بیش از سی و سه میلیون دلار برسد.

## داستان فیلم
در شهر لوس آنجلس، مک (با بازی کوین کلاین)، یک وکیل موفق در امور مهاجرت است. او شبی در حال رانندگی است که ناگهان اتومبیلش در محله‌ای که به شرارت معروف است، خراب می‌شود. او با یک یدک‌کش تماس می‌گیرد. در این حین، گروهی از جوانان بزهکار سیاهپوست، به‌سوی مک می‌آیند و او را به‌شدت مورد تهدید قرار می‌دهند. اگر در این لحظه، سایمون (با بازی دنی گلاور)، که یک رانندهٔ یدک‌کش سیاهپوست است، سر نمی‌رسید، اتفاق ناگواری برای مک می‌افتاد. سایمون، ولگردها را از آنجا می‌رانَد و این شروع دوستی عمیقی بین سایمون و مک است. مشکلاتی گریبانگیر مک و همسرش کلیر (با بازی مری مکدانل) می‌شود…

## توضیحات فیلم
نگاه تلخ به آثار سوی شرارت در کلانشهرها و زندگی ماشینی، توسط کاسدان، به خوبی نشان داده می‌شود. مخصوصاً در سکانسهای حملهٔ جوانان سیاهپوست به مک و از آن واضحتر اینکه دوست مک، دیویس (با بازی استیو مارتین) یک تهیه‌کنندهٔ فیلم‌های خشن و اکشن است و در نهایت خود قربانی خشونت می‌شود. فیلم، مبتنی بر فیلمنامه‌ای بسیار قوی است که لایه‌های یک زندگی صنعتی و پر از جرم و جنایت را بسیار خوب ورق می‌زند. بازیگران فیلم، سهمی در موفقیت‌های فیلم ندارند و بازی در خور ستایشی را از خود ارائه نمی‌دهند. این قاب‌های کاسدان است که فیلم را در دید منتقدان، قابل تحسین کرده‌است. گراند کانیون در سال ۱۹۹۲ و در چهل و دومین دورهٔ جشنوارهٔ بین‌المللی فیلم برلین، توانست جایزهٔ خرس طلایی بهترین فیلم را از آن خود کند.

## فیلم و جشنواره‌ها
| جشنواره                                      | جایزه                                                            |
| -------------------------------------------- | ---------------------------------------------------------------- |
| جشنوارهٔ فیلم برلین در سال ۱۹۹۲               | برندهٔ خرس طلایی بهترین فیلم جشنواره                              |
| اسکار در سال ۱۹۹۲                            | نامزد بهترین فیلمنامهٔ اریجینال سال برای لارنس کاسدان و مگ کاسدان |
| گلدن گلاب ۱۹۹۲                               | نامزد بهترین فیلمنامهٔ سال برای لارنس کاسدان و مگ کاسدان          |
| National Board of Review، آمریکا در سال ۱۹۹۱ | جز ۱۰ فیلم برتر سال                                              |